# Narodowy Fundusz Ochrony Środowiska i Gospodarki Wodnej

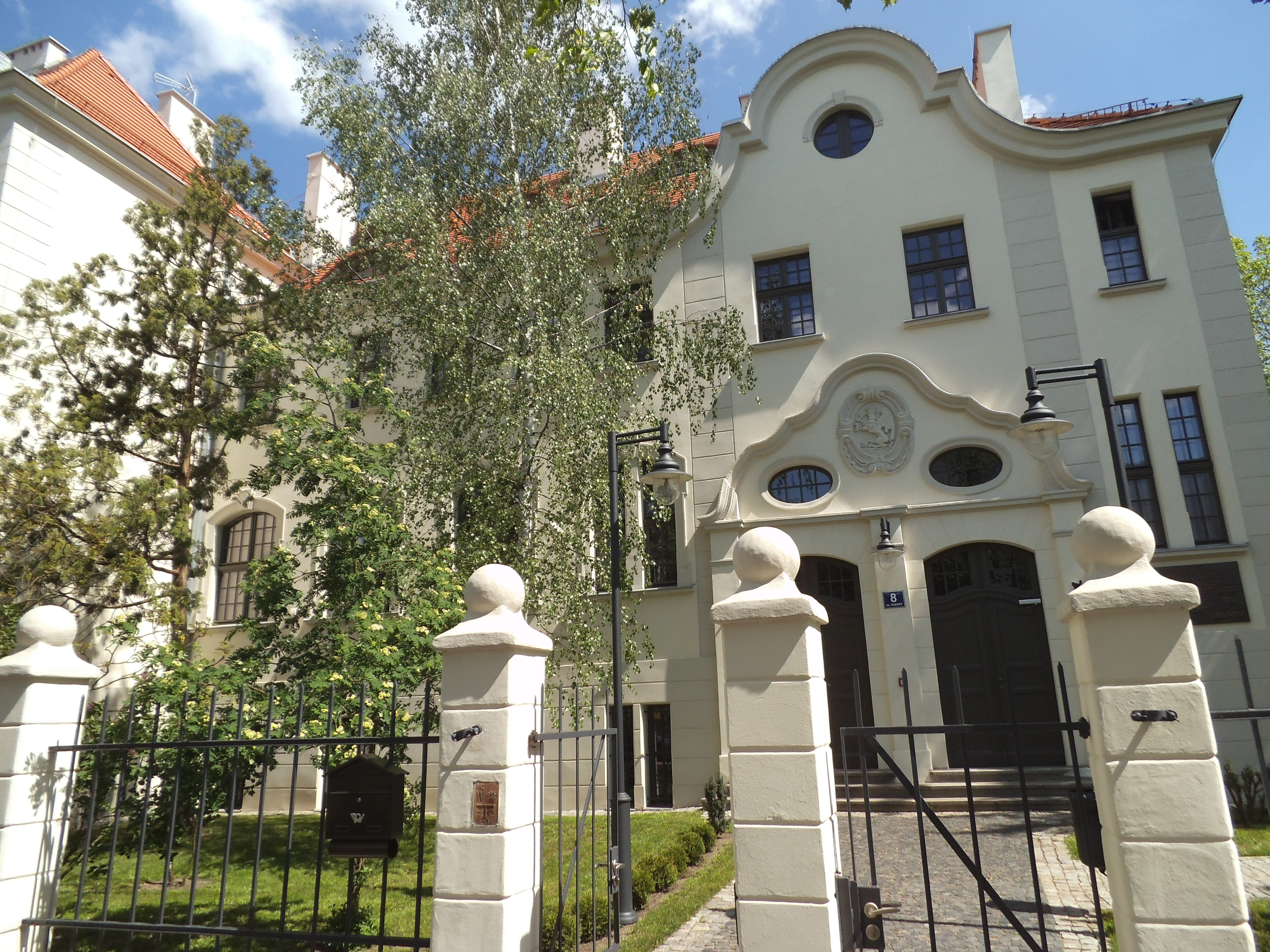
Wojewódzki Fundusz Ochrony Środowiska i Gospodarki Wodnej w Toruniu

Narodowy Fundusz Ochrony Środowiska i Gospodarki Wodnej (NFOŚiGW) – publiczna instytucja finansowa, działająca od 1989 roku, najpierw jako fundusz celowy, a od 2010 roku jako państwowa osoba prawna. Głównym celem działania jest udzielanie finansowego wsparcia największym lub ponadregionalnym przedsięwzięciom służącym ochronie środowiska i gospodarce wodnej.
NFOŚiGW wraz z 16 niezależnymi (podlegającymi samorządom wojewódzkim) wojewódzkimi funduszami ochrony środowiska i gospodarki wodnej stanowią trzon polskiego systemu finansowania przedsięwzięć służących ochronie środowiska, wykorzystujący środki krajowe, jak i zagraniczne.
Jednym z najważniejszych zadań Narodowego Funduszu jest sprawne i efektywne wykorzystanie środków z Unii Europejskiej (głównie w ramach Programu Operacyjnego Infrastruktura i Środowisko), Norweskiego Mechanizmu Finansowego, Mechanizmu Finansowego Europejskiego Obszaru Gospodarczego, Krajowego Systemu Zielonych inwestycji (GIS – Green Investment Scheme) oraz unijnego Instrumentu Finansowego LIFE+. Głównym celem wdrażanych przez Narodowy Fundusz instrumentów finansowych jest rozbudowa i modernizacja infrastruktury ochrony środowiska i gospodarki wodnej w Polsce. Wdrażanie projektów ekologicznych, które uzyskały lub uzyskają wsparcie finansowe ze środków zagranicznych oraz dofinansowanie tych przedsięwzięć ze środków Narodowego Funduszu, służy osiąganiu założonych efektów ekologicznych, wynikających z podjętych przez Polskę zobowiązań międzynarodowych.

## Podstawy prawne działania
Podstawy prawne działalności NFOŚiGW, a także jego strukturę organizacyjną określają art. 400 – 411a Ustawy Prawo ochrony środowiska z 2001 roku (z późn. zmianami) oraz statut nadany rozporządzeniem ministra środowiska.

## Organy NFOŚiGW – Rada Nadzorcza i Zarząd
Organami Narodowego Funduszu są Rada Nadzorcza Narodowego Funduszu i Zarząd Narodowego Funduszu.
W skład Rady Nadzorczej wchodzi do 12 osób, m.in. przedstawiciele ministra właściwego do spraw środowiska, ministra właściwego ds. finansów publicznych, ministra właściwego ds. gospodarki, ministra właściwego ds. rozwoju regionalnego, przedstawiciele strony samorządowej Komisji Wspólnej Rządu i Samorządu Terytorialnego oraz Komisji Wspólnej Rządu i Samorządu Terytorialnego oraz organizacji ekologicznych. Członków Rady Nadzorczej Narodowego Funduszu powołuje i odwołuje minister właściwy do spraw środowiska, wyznaczając także przewodniczącego Rady Nadzorczej.
Zarząd Narodowego Funduszu stanowią: Prezes Zarządu Narodowego Funduszu oraz zastępcy Prezesa Zarządu Narodowego Funduszu. Członkowie Zarządu powoływani są przez ministra właściwego do spraw środowiska, spośród osób wyłonionych w drodze otwartego i konkurencyjnego naboru, na wniosek Rady Nadzorczej Narodowego Funduszu. W Zarządzie NFOŚiGW może zasiadać od 3 do 5 osób.
Obecnie w skład zarządu wchodzą: Dorota Zawadzka-Stępniak – prezes, Robert Gajda – zastępca prezesa, Paweł Augustyn – zastępca prezesa, Józef Matysiak – zastępca prezesa, Małgorzata Szafoni – zastępca prezesa.

## Zasady udzielania dofinansowania
Narodowy Fundusz zarządza finansami publicznymi przeznaczonymi na działalność ekologiczną poprzez programy finansowe (tzw. programy priorytetowe), których lista corocznie zatwierdzana jest przez Radę Nadzorczą. Programy priorytetowe zawierają warunki, których spełnienie – co do zasady – powinno stanowić podstawę do udzielenia dofinansowania i zawarcia umowy.
Programy szczegółowo określają m.in. terminy i sposób składania wniosków (nabór ciągły lub w trybie konkursowym), formę, intensywność i warunki dofinansowania, grupy potencjalnych beneficjentów, rodzaj przedsięwzięć, koszty kwalifikowane, a także procedurę wyboru przedsięwzięć.
Część środków przeznaczana jest też na realizację zadań wskazywanych corocznie przez Ministra Środowiska (m.in. badania i ekspertyzy), na utrzymanie Państwowej Służby Hydrologiczno-Meteorologicznej (IMGW-PIB) lub na podstawie wieloletnich porozumień z Ministrem Spraw Wewnętrznych i Administracji na wsparcie dla policji i straży pożarnej w zakresie ochrony przeciwpowodziowej oraz zapobiegania i likwidacji nadzwyczajnych zagrożeń.

## Formy dofinansowania
Formy udzielanego dofinansowania przedsięwzięć określone są w ustawie Prawo ochrony środowiska i obejmują formy zwrotne (oprocentowane pożyczki) lub bezzwrotne – dotacje, w tym:
- nisko oprocentowane pożyczki preferencyjne (w niektórych programach z możliwością częściowego umorzenia)
- dopłaty do oprocentowania kredytów bankowych
- częściowe spłaty kapitału kredytów bankowych
- dopłaty do oprocentowania lub ceny wykupu obligacji
- dopłaty do demontażu pojazdów wycofanych z eksploatacji.

## Obszary dofinansowania
Główne obszary wsparcia udzielanego przez Narodowy Fundusz to:
- ochrona wód (inwestycje wodno-kanalizacyjne, oczyszczalnie ścieków)
- gospodarka wodna i likwidacja nadzwyczajnych zagrożeń (inwestycje przeciwpowodziowe, likwidacja skutków powodzi, osuwiska)
- ochrona ziemi (gospodarka odpadami, likwidacja szczególnych zagrożeń środowiska (tzw. bomb ekologicznych), rekultywacja terenów zdegradowanych, poszukiwania źródeł energii geotermalnej)
- ochrona klimatu (poprawa efektywności energetycznej, odnawialne źródła energii, inteligentne sieci energetyczne)
- ochrona przyrody (współfinansowanie projektów PO IiŚ, LIFE+, wsparcie parków narodowych)
- edukacja ekologiczna (głównie projekty nieinwestycyjne realizowane przez organizacje pozarządowe, państwowe jednostki budżetowe, jednostki samorządu terytorialnego, przedsiębiorców, media)

Wszystkie obszary działania wymienione są szczegółowo w art. 400a Ustawy Prawo Ochrony Środowiska.

## Źródła finansowania
NFOŚiGW prowadzi samodzielną gospodarkę finansową, przy czym środki finansowe, którymi zarządza pochodzą z wielu źródeł – zarówno krajowych, jak i zagranicznych.
Zgodnie z zasadą „zanieczyszczający płaci”, Narodowy Fundusz zasilany jest głównie wpływami z:
- kar i opłat za korzystanie ze środowiska
- opłat produktowych
- opłat eksploatacyjnych i koncesyjnych
- opłat wynikających z Prawa energetycznego
- opłat wynikających z ustawy o recyklingu pojazdów wycofanych z eksploatacji
- przychodów ze sprzedaży jednostek przyznanej emisji gazów cieplarnianych i innych źródeł.

Dodatkowo, ważną pozycję w corocznym budżecie stanowią zwroty pożyczek udzielonych w poprzednich latach.
Narodowy Fundusz zarządza też środkami unijnymi, dbając o efektywne wykorzystanie środków zagranicznych przeznaczonych na ochronę środowiska, głównie z Funduszu Spójności oraz Europejskiego Funduszu Rozwoju Regionalnego.
W perspektywie finansowej 2007 – 2013 NFOŚiGW działa jako Instytucja Wdrażająca dla działań w obrębie pięciu osi priorytetowych Programu Operacyjnego Infrastruktura i Środowisko (priorytety I, II, III, IV i część IX: działania 9.1-9.3).
NFOŚiGW pełni też rolę Krajowej Instytucji Wdrażającej oraz Krajowego Punktu Kontaktowego dla Instrumentu Finansowego LIFE+ oraz Instytucji Wspomagającej przy wdrażaniu działań środowiskowych w ramach dwóch Mechanizmów Finansowych – Norweskiego oraz Europejskiego Obszaru Gospodarczego.
Od 2009 roku NFOŚiGW został ustanowiony Krajowym Operatorem Systemu Zielonych Inwestycji (GIS – ang. Green Investment Scheme) i zarządza środkami zgromadzonymi przez Polskę na tzw. rachunku klimatycznym, na którym gromadzone są środki, które Polska uzyskała ze sprzedaży na rynku międzynarodowym nadwyżek praw do emisji CO2 zgodnie z protokołem z Kioto. Środki te są wydawane, poprzez system dedykowanych programów finansowych, wyłącznie na przedsięwzięcia mające na celu poprawę efektywności energetycznej i dalszą redukcję emisji gazów cieplarnianych.

## Wydatki
W latach 1989–2012 Narodowy Fundusz dofinansował przedsięwzięcia ekologiczne kwotą ok. 48 mld złotych (łącznie z dotacjami zagranicznymi w dyspozycji NFOŚiGW). Najwięcej środków przeznaczono w tym czasie na ochronę wód i gospodarkę wodną oraz na ochronę powietrza. Efektem tych działań jest wyraźna poprawa stanu środowiska w Polsce.
W latach 2009–2012 na finansowanie ochrony środowiska i gospodarki wodnej w Polsce NFOŚiGW wypłacił (ze środków własnych oraz powierzonych przez Unię Europejską) ok. 19,6 mld zł.

## Beneficjenci i partnerzy
Beneficjentami pomocy finansowej oferowanej przez Narodowy Fundusz są jednostki samorządu terytorialnego i ich związki, państwowe jednostki budżetowe, przedsiębiorcy, organizacje pozarządowe, a od 2010 roku również osoby fizyczne i wspólnoty mieszkaniowe.
Ponieważ NFOŚiGW jest instytucją centralną i nie posiada oddziałów regionalnych, niektóre ogólnopolskie programy finansowe adresowane do osób fizycznych muszą być wdrażane we współpracy z instytucjami pośredniczącymi. Takimi partnerami są banki oraz ich związki, jednostki samorządowe lub wojewódzkie fundusze ochrony środowiska i gospodarki wodnej.

### NFOŚiGW a WFOŚiGW
Z powodu podobnych nazw i obszarów działań, wojewódzkie fundusze ochrony środowiska i gospodarki wodnej są często mylnie traktowane jako oddziały regionalne NFOŚiGW. Tymczasem są to instytucje zupełnie niezależne, podlegające innym organom (WFOŚiGW – zarządom województw, NFOŚiGW – Ministrowi Środowiska) posiadające odrębne plany działań, budżety itd.
NFOŚiGW i fundusze wojewódzkie są dla siebie ważnymi partnerami (działają w oparciu o Ustawę Prawo ochrony środowiska, ale również „Wspólną Strategię działania Narodowego Funduszu i wojewódzkich funduszy ochrony środowiska i gospodarki wodnej na lata 2013–2016 z perspektywą do 2020 r.”) i na podstawie zawartych umów realizują wiele wspólnych programów np. usuwanie bomb ekologicznych, wyrobów azbestowych, budowa przydomowych oczyszczalni ścieków i podłączeń do sieci kanalizacyjnych, wykorzystanie odnawialnych źródeł energii.

## Siedziba
Biuro NFOŚiGW mieści się w dwóch miejscach w Warszawie. Większa część znajduje się przy ul. Konstruktorskiej 3A, zaś część mniejsza, w której mieści się wyłącznie Departament Ochrony Klimatu – przy ul. Brackiej 5.